# Auburn (Wirginia Zachodnia)
Auburn – miasto w Stanach Zjednoczonych, w stanie Wirginia Zachodnia, w hrabstwie Ritchie.